# Sint-Willibrordkerk (Boskamp)
De Sint-Willibrordkerk in de Overijsselse plaats Boskamp is een driebeukige kruiskerk gebouwd in een neogotische stijl.
Oorspronkelijk stond op de plaats van de kerk de havezate Boskamp. Voor 1800 deed deze havezate - evenals het nabijgelegen Spijkerbosch - dienst als schuilkerk voor de katholieke bewoners van de streek. Toen er na 1795 meer ruimte kwam voor rooms-katholieken om uiting te geven aan hun geloofsbeleving in de publieke ruimte kochten zij de havezate. Een deel van het gebouw werd benut als pastorie en het andere deel als kerk. In 1860 kwam de door de Zutphense architect Hendricus Johannes Wennekers ontworpen eenbeukige kerk gereed, die op de plaats van de oude havezate werd gebouwd. Ook werd er in dezelfde tijd een nieuwe pastorie, in neorenaissancestijl, gebouwd naar een ontwerp van C.J. Hardeman. Het door Johann Heinrich Holtgräve omstreeks 1833/1834 gebouwde orgel, al aanwezig in de schuilkerk, werd overgebracht naar de nieuwe kerk. Holtgräve was toen al overleden. De overplaatsing en uitbouw van het orgel werd verzorgd door zijn zoon Hermannus Gerhardus. In 1923 werd de kerk uitgebreid met twee zijbeuken. Kerk en pastorie werden in 1955 vernieuwd. In de jaren 2010 en 2011 werd de kerk, inclusief het orgel, gerestaureerd.
Kerk en pastorie werden in 1998 als rijksmonument ingeschreven in het monumentenregister.

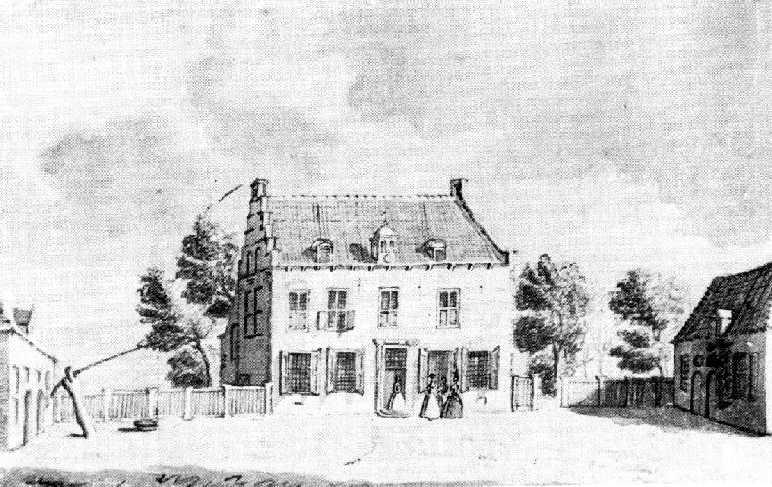
De havezate Boskamp in de 18e eeuw
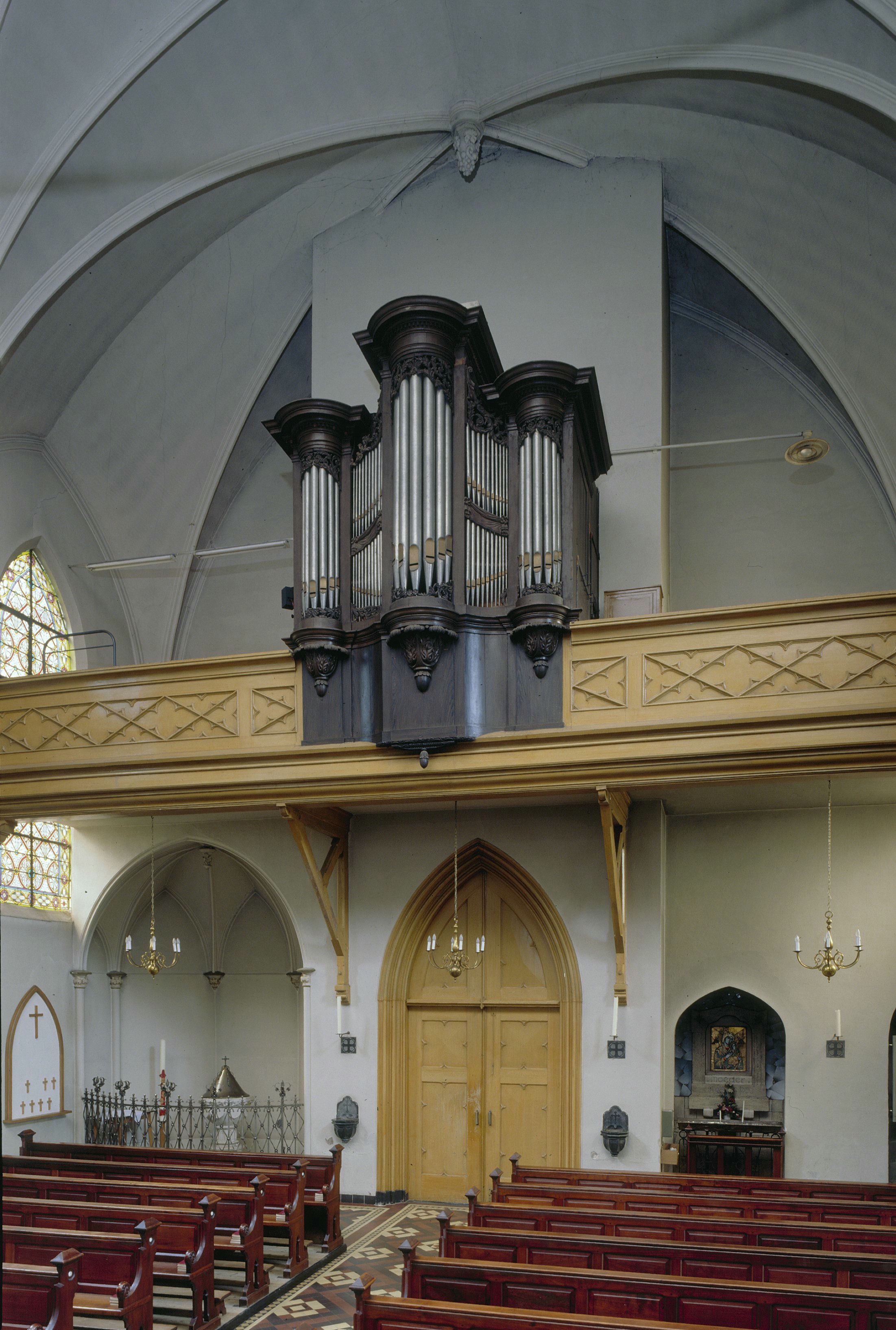
Het Holtgräveorgel